# Ошеде, Эрнест
Луи Эрнест Жан Ошеде (18 декабря 1837, Париж — 18 марта 1891, IX округ Парижа) — французский финансист, коллекционер произведений искусства и художественный критик. Был одним из первых коллекционеров работ импрессионистов.

## Биография
Эрнест Ошеде родился в Париже в 1837 году, единственный сын Казимира Жозефа Эдуара Ошеде и его жены Эжени Онорин, урождённой Сенонж. Его отец прошёл путь от простого клерка до партнёра в престижной текстильной торговой компании Cheuvreux-Aubertot, а затем стал владельцем собственного магазина драпировок на улице Сентье. Семья обладала значительным состоянием.
16 апреля 1861 года Эрнест Ошеде женился на Алисе Ренго, которая также происходила из богатой семьи. В качестве свадебного подарка Эрнест Ошеде получил от отца огромную сумму в 400 000 франков, которую он использовал для создания собственной компании. Отец его жены дал ему ещё 100 000 франков в качестве приданого. Однако Эрнест Ошеде не стал развивать особые предпринимательские амбиции, а сосредоточился на своих личных интересах и вёл роскошный образ жизни. Вместе с женой он жил в городской квартире на бульваре Осман, 56 в Париже и пользовался загородным поместьем своих тестей, замком Роттембург в Монжероне. От брака с Алисой Ошеде у него родилось шестеро детей: Марта (род. 1864), Бланш (1865—1947), Сюзанна (род. 1868), Жак (род. 1869), Жермена (род. 1873) и Жан-Пьер (род. 1877). После смерти отца в 1870 году Алиса Ошеде унаследовала замок Роттембург.
Эрнест и Алиса Ошеде интересовались искусством и были лично знакомы с несколькими современными художниками. Феликс Бракмон изобразил своего друга на офорте «Эрнест Ошеде» в 1870 году, а в следующем году создал ещё один офорт, на котором изобразил Ошеде как члена Национальной гвардии. Поль Бодри также написал портрет Ошеде в 1876 году (частная коллекция), и в том же году Эдуард Мане написал двойной портрет Эрнеста Ошеде и его дочери Марты в саду Роттембургского замка (Национальный музей искусств, Буэнос-Айрес). Мане также создал портрет Жака, а Эмиль Огюст Каролюс-Дюран изобразил Алису (Музей изящных искусств, Хьюстон) и Марту (частная коллекция).
Ошеде был известен как коллекционер произведений искусства, хотя точный размер его коллекции документально не подтвержден. Среди первых покупок Ошеде — картина Эжена Будена, которую он одолжил Парижскому салону в 1870 году. В 1873 году он купил картину «Танец нимф» Жана-Батиста Камиля Коро. С 1873 года он также приобретал картины художников, позже известных как импрессионисты, у арт-дилера Поля Дюран-Рюэля. По неясным причинам 13 января 1874 года он снова выставил эти и другие работы на аукцион. Помимо работ известных художников, таких как Нарциссо Вирхилио Диас де ла Пенья, Жан-Батист Камиль Коро, Антуан Воллон, Жорж Мишель и Шарль Жак, на торги были выставлены произведения более молодых художников, таких как Эжен Буден, Станислас Лепин, Антон Мауве и Людовик Пьетт. Однако особенностью выставки стала группа картин Эдгара Дега, Клода Моне, Камиля Писсарро и Альфреда Сислея. Работы этих художников редко можно было увидеть на публике, а теперь они были выставлены вместе с признанными художниками, и таким образом были объявлены искусством одного уровня. Это тем более удивительно, что эти художники были отвергнуты жюри Парижского салона в 1874 году и приняли участие в первой групповой выставке импрессионистов в том же году, частично выступив её организаторами. Самым дорогим лотом аукциона Hoschedé стала картина Дега «Ложный старт» (Художественная галерея Йельского университета, Нью-Хейвен), которая досталась коллекционеру Анри Руару за 11 000 франков. Среди других работ — «Голубой дом в Заандаме» Моне (частная коллекция), за которую было выручено 35 000 франков. Эта сумма была немного меньше, чем Ошеде заплатил за эти работы Дюран-Рюэлю. Арт-критик Теодор Дюре расценил эти продажи как важный шаг для художников на арт-рынке. Возможно, такое испытание рынка было и намерением Ошеде, но он мог испытывать финансовые трудности.
После смерти отца 29 мая 1874 года Эрнест Ошеде получил в свое распоряжение дополнительные финансовые средства. Вскоре после окончания первой выставки группы импрессионистов в 1874 году он приобрёл за 800 франков картину Моне «Впечатление, восход солнца», от которой и произошло название нового художественного направления. В следующем году Ошеде снова выставил на аукцион часть своей коллекции. На этот раз он продал 16 работ Коро, одиннадцать картин Гюстава Курбе, а также работы Шарля-Франсуа Добиньи, Жана-Франсуа Милле, Станисласа Лепина и картину Альфреда Стивенса «Ванна» (Музей д'Орсэ, Париж). Выручка от продажи в 200 000 франков первоначально обеспечила необходимую ликвидность для поддержания пышного образа жизни Ошеде.
1876 год стал высшей точкой в отношениях четы Ошеде с их друзьями-художниками. Портрет Эрнеста Ошеде, написанный Бодри, был показан в Парижском салоне, а летом Каролюс-Дюран и Мане посетили Роттембургский замок и создали там различные портреты. Затем в качестве гостя приехал Клод Моне и пробыл там — с перерывами — с июля по декабрь того же года. Ошеде подружился с Моне и оказывал ему финансовую поддержку с 1875 года. Моне должен был написать четыре декоративных панно для салона в замке Роттембург. Среди них картины «Пруд в Монжероне» и «Уголок сада в Монжероне» (обе — Эрмитаж, Санкт-Петербург), «Индейки» (Орсэ) и «Охота» (частная коллекция). Он также создал несколько видов сада, которые также были приобретены Ошеде. Различные авторы предполагают, что Моне начал роман с Алисой Ошеде во время своего пребывания в Монжероне или годом ранее, хотя никаких доказательств этому нет.
В январе 1877 года Ошеде приобрёл у Дюран-Рюэля ещё 27 картин, включая работы Моне, Мане, Сислея, Писсарро и Берты Моризо. Весной он продолжал демонстрировать себя как ценитель искусства и одолжил портрет своей дочери Бланш, написанный Полем Бодри, Парижскому салону. Он также предоставил несколько работ для третьей групповой выставки импрессионистов под инициалами M. H. Летом у него возникли финансовые трудности, и 24 августа 1877 года он был объявлен несостоятельным. Накопились долги в размере около 2 000 000 франков при наличии около 150 кредиторов. Они лишь частично были результатом его покупок произведений искусства; большая часть была вызвана неудачными деловыми решениями и в целом роскошным образом жизни Ошеде. Сначала он бежал от кредиторов в Бельгию; его жена с детьми — шестой ребёнок родился во время поездки — отправилась к своей сестре в Биарриц. Мебель и другие вещи из квартир в Париже и Монжероне были проданы с аукциона, а замок Роттембург, принадлежавший Алисе Ошеде, также пришлось продать, чтобы расплатиться с долгами.
6 июня 1878 года коллекция произведений искусства Ошеде была выставлена на торги в аукционном доме Hôtel Drouot. На продажу было выставлено более 100 лотов, в том числе картина Моне «Впечатление, восход солнца», которая досталась коллекционеру Жоржу де Беллио всего за 210 франков. Цены в целом были очень низкими, что было интересно не только кредиторам и Ошеде, но, прежде всего, важно для художников и рынка искусства в целом. Среди известных работ на аукционе были, например, картины «Темза в Вестминстере» (Лондонская национальная галерея, Лондон) и «Камилла в японском костюме» (Музей изящных искусств, Бостон) Моне, «Уличная певица» (Музей изящных искусств, Бостон) и «Женщина с попугаем» (Музей Метрополитен, Нью-Йорк) Эдуара Мане и «Женщина с кошкой» (Национальная галерея искусства, Вашингтон, округ Колумбия) Пьера Огюста Ренуара и «Лодка во время наводнения в Порт-Марли» (Музей д’Орсэ, Париж) Альфреда Сислея. Всего картин на аукционе было продано на 70 000 франков, из которых только 7 500 франков пришлось на работы импрессионистов.
Летом 1878 года Эрнест Ошеде, его жена и их шестеро детей переехали к семье Моне в Ветёй. Моне жил там со своей женой Камиллой и двумя сыновьями в скромных условиях, и с тех пор двенадцать человек жили в очень стесненных условиях. Поначалу Ошеде получали финансовую поддержку от матери Эрнеста Ошеде. Тем временем он начал работать журналистом и художественным критиком в Париже, писал для таких газет, как Le Voltaire, а затем и для других изданий. Пока Эрнест Ошеде часто бывал в Париже, его жена Алиса ухаживала за больным Камилем Моне, который умер в 1879 году в возрасте 32 лет. С тех пор Алиса заботилась о двух сыновьях Моне, а также об их шестерых детях. После смерти матери Ошеде в 1880 году Эрнест и Алиса Ошеде всё чаще ссорились из-за его частых отлучек, отсутствия финансовой поддержки и отношений Алисы Ошеде с Клодом Моне. Эрнест Ошеде и Моне также ссорились. В конце 1881 года Клод Моне, Алиса Ошеде и их восемь детей переехали в Пуасси. С этого времени Эрнест и Алиса Ошеде жили отдельно. Он изредка навещал свою семью, в основном когда Клода Моне не было дома. В 1883 году Алиса Ошеде и Клод Моне вместе с детьми окончательно переехали в Живерни. Их совместная жизнь считалась диким браком, который мало кто уважал. Следующие годы Эрнест Ошеде провел в Париже, живя в скромных условиях, посещая места встреч художников, такие как «Кафе Риш», но больше не собирая коллекцию произведений искусства. В последние месяцы жизни за ним ухаживал врач Поль Гаше, и он умер в Париже в 1891 году. Его могила находится на кладбище Живерни в усыпальнице, общей для семей Моне и Ошеде. Его жена Алиса, которая оставалась замужем за ним до самой его смерти, вышла замуж за Клода Моне в 1892 году. Его дочь Бланш вышла замуж за сына Моне Жана в 1897 году.